# Sint-Pieterskerk (Sint-Pieters-Kapelle)
De Sint-Pieterskerk is een kerk in het Belgische dorp Sint-Pieters-Kapelle (Middelkerke). De naam Sint-Pieters-Kapelle wordt pas in 1272 in geschreven bronnen terug gevonden. Voordien maakte deze parochie deel uit van Slijpe. Vandaar dat paus Innocentius III in een bul uit 1200, waarin hij aan Gela toestemming geeft om een kapel te bouwen, Slijpe noemt. Deze kapel zou later uitgroeien tot de huidige Sint-Pieterskerk.

## Geschiedenis
Het verhaal gaat dat Gela, een zeer gelovige vrouw , aan de paus toestemming vroeg om in Sint-Pieterskapelle een kapel te mogen bouwen. Ze kreeg toestemming en de kapel werd gebouwd. De Sint-Pieterskerk staat waarschijnlijk op de plaats waar Gela de Sint-Pieterskapel liet bouwen.
Op het eind van de 16de en het begin van de 17de eeuw trokken de godsdienstoorlogen een spoor van vernieling door Vlaanderen. In 1584 heroverden de Spanjaarden Brugge op de Geuzen. Oostende, dicht bij de dekenij Gistel, bleef echter een ketters bolwerk tot 1604. Vanuit Oostende en Sluis terroriseerden deze protestantse troepen de omliggende streken. De kerk van Sint-Pieterskapelle werd net zoals de kerk van Gistel geplunderd en beschadigd. Zo wordt in een geschrift vermeld dat bisschop Triest de opdracht geeft het dak van het al gerestaureerde kerkgedeelte te herstellen.
In de Eerste Wereldoorlog werd het dorp praktisch volledig verwoest. Nadien werd het dorp herbouwd, ook de kerk herrees uit het puin.
Op 1 januari 2019 werd de kerk uit eredienst onttrokken.

## De kerk
De kerk is gewijd aan de Heilige Petrus. In een nis boven de ingang staat een beeld van Petrus. Hij heeft de sleutel van het Rijk Gods in zijn hand. Dit vinden we ook terug bij de inscriptie die is aangebracht op het portaal in de noordgevel “haec est domus dei et porta coeli” wat betekent "dit is het huis van de Heer en de poort van de hemel."
Men gaat ervan uit dat de kerk gesticht werd in de vroegmiddeleeuwse kersteningsperiode.
In de Sint-Pieterskerk worden heel wat stijlinvloeden met elkaar gecombineerd. De romaanse torenromp van de Sint-Pieterskerk van Sint-Pieterskapelle dateert nog uit de 13de eeuw. Bij de toren wordt ook gewezen op de militaire functie. De robuuste toren was in tijden van gevaar een soort vluchtplaats voor de bevolking.
Het koorgestoelte, de sacristieën, de klokkenkamer en het traptorentje zijn gebouwd in laat-gotische stijl. Het schip is classicistisch getint en dateert uit de 18e eeuw, in de 19e eeuw werd de kerk verbreed. Deze verbreding werd in de neogotische stijl uitgevoerd. De vele verbouwingen zorgen ervoor dat de toren niet perfect in het verlengde van de rest van het gebouw staat.